# علي أحمد (لاعب كرة قدم)
علي أحمد هو لاعب كرة قدم كندي في مركز الدفاع، ولد في 10 أكتوبر 2000 في تورونتو في كندا.

## وصلات خارجية
- علي أحمد (لاعب كرة قدم) على موقع الدوري الأمريكي (الإنجليزية)
- علي أحمد (لاعب كرة قدم) على موقع قاعدة بيانات كرة القدم.إي يو (الإنجليزية)
- علي أحمد (لاعب كرة قدم) على موقع ناشيونال فوتبول تيمز (الإنجليزية)
- علي أحمد (لاعب كرة قدم) على موقع Soccerway.com (الإنجليزية)
- علي أحمد (لاعب كرة قدم) على موقع عالم كرة القدم.نت (الإنجليزية)